# Істпорт (Мічиган)
Істпорт (англ. Eastport) — переписна місцевість (CDP) в США, в окрузі Антрім штату Мічиган. Населення — 206 осіб (2020).

## Географія
Істпорт розташований за координатами 45°6′42″ пн. ш. 85°21′4″ зх. д. / 45.11167° пн. ш. 85.35111° зх. д. (45.111759, -85.351098).  За даними Бюро перепису населення США в 2010 році переписна місцевість мала площу 5,19 км², з яких 5,17 км² — суходіл та 0,02 км² — водойми.

## Демографія
Згідно з переписом 2010 року, у переписній місцевості мешкало 218 осіб у 108 домогосподарствах у складі 65 родин. Густота населення становила 42 особи/км².  Було 253 помешкання (49/км²).
Расовий склад населення:
| - 98,2 % — білих - 1,4 % — корінних американців |

До двох чи більше рас належало 0,5 %. Частка іспаномовних становила 0,9 % від усіх жителів.
За віковим діапазоном населення розподілялося таким чином: 5,5 % — особи молодші 18 років, 49,5 % — особи у віці 18—64 років, 45,0 % — особи у віці 65 років та старші. Медіана віку мешканця становила 62,0 року. На 100 осіб жіночої статі у переписній місцевості припадало 84,7 чоловіків;  на 100 жінок у віці від 18 років та старших — 79,1 чоловіків також старших 18 років.
Середній дохід на одне домашнє господарство  становив 65 815 доларів США (медіана — 56 667), а середній дохід на одну сім'ю — 93 709 доларів (медіана — 80 750). Медіана доходів становила 34 500 доларів для чоловіків та 30 761 долар для жінок. За межею бідності перебувало 2,4 % осіб, у тому числі 0,0 % дітей у віці до 18 років та 4,5 % осіб у віці 65 років та старших.
Цивільне працевлаштоване населення становило 93 особи. Основні галузі зайнятості: виробництво — 37,6 %, фінанси, страхування та нерухомість — 14,0 %, роздрібна торгівля — 12,9 %, освіта, охорона здоров'я та соціальна допомога — 12,9 %.